# Ernesto Alterio

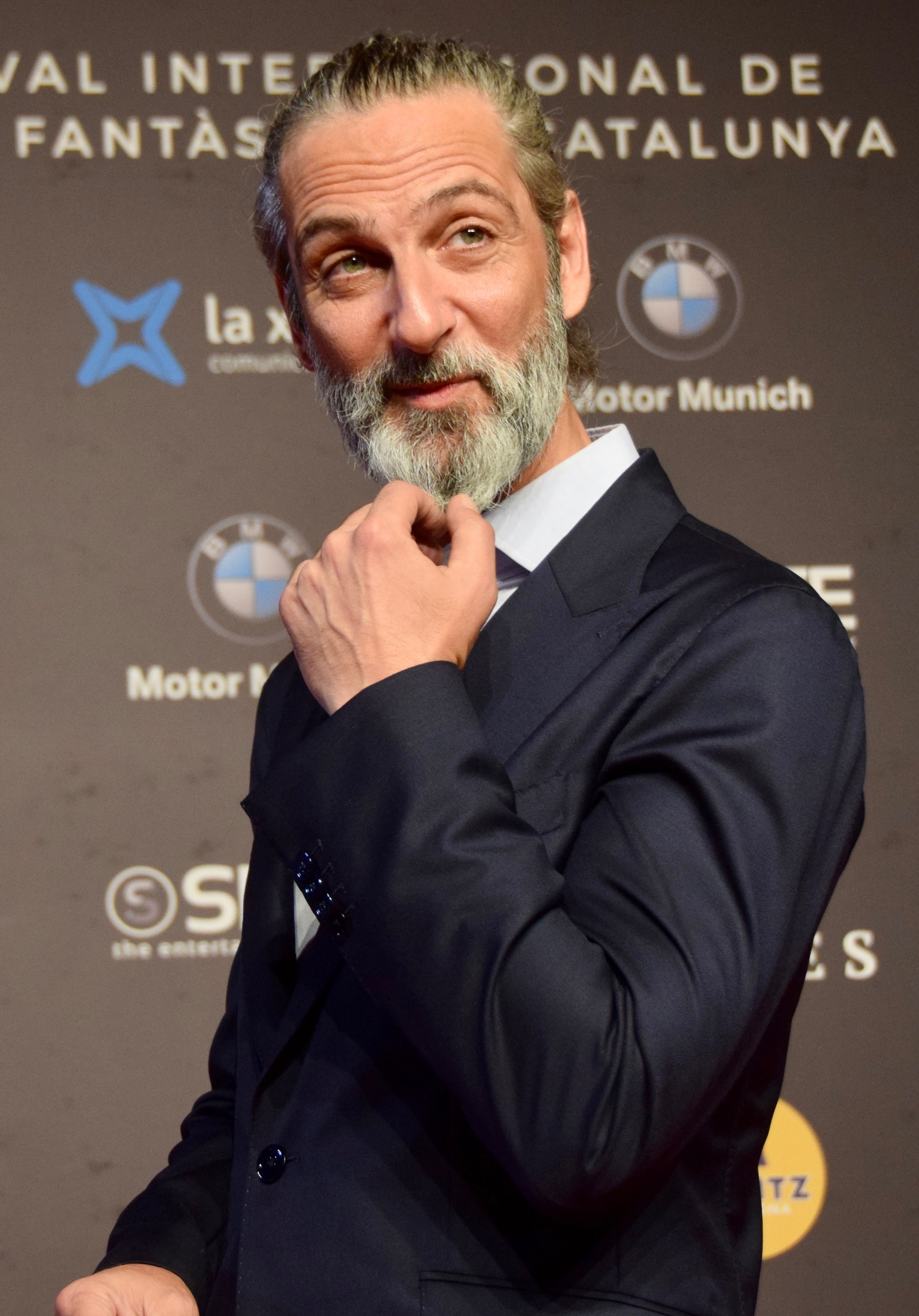
Alterio beim Sitges Festival Internacional de Cinema Fantàstic de Catalunya 2018

Ernesto Federico Alterio Bacaicoa (geboren am 25. September 1970 in Buenos Aires) ist ein argentinischer Film- und Theaterschauspieler.

## Leben
Alterios Eltern sind die Psychoanalytikerin Angela Bacaicoa und der Schauspieler Héctor Alterio. Seine Schwester Malena ist ebenfalls Schauspielerin. Alterio ist mit der kolumbianischen Schauspielerin Juana Acosta verheiratet. 
Alterio wurde bekannt für seine Auftritte in Los Lobos de Washington (1999), El Otro Lado de la Cama (2002) und Perfectos Desconocidos (2017). Er arbeitete einige Jahre im Theater, in den Gruppen Ración De Oreja und Animalario. 1992 gab er sein Filmdebüt mit Trennung mit Hindernissen und ein Jahr später debütierte er im Fernsehen in der Miniserie El joven Picasso (1993). Er spielte auch in Kasbah, Die Telefonistinnen und Narcos mit.

## Filmografie (Auswahl)
- 1992: Trennung mit Hindernissen (Shooting Elisabeth)
- 1993: El joven Picasso (Miniserie, vier Folgen)
- 1994: Colegio mayor (Fernsehserie, sieben Folgen)
- 1996–1997: Todos los hombres sois iguales (Fernsehserie, 13 Folgen)
- 1999: Los lobos de Washington
- 2003: Días de fútbol
- 2008: Im Regen des Südens (Lluvia)
- 2011–2012: Marco (Miniserie, 2 Folgen)
- 2017–2018: Die Telefonistinnen (Las chicas del cable, Fernsehserie, 13 Folgen)
- 2018: Narcos: Mexico (Fernsehserie, sechs Folgen)
- 2020: Jemand muss sterben (Alguien tiene que morir, Miniserie, 3 Folgen)